# Удернс
Удернс (нім. Uderns) — громада округу Швац у землі Тіроль, Австрія.
Удернс лежить на висоті 549 м над рівнем моря і займає площу 6,72 км². Громада налічує 1663 мешканців.
Густота населення 247/км².
Ундернс розмістився в центрі долини річки Ціллер. У громаді є санаторій для дітей та підлідків із фізичними вадами.
|                                 |
| Удернс на мапі округу та землі. |

 Адреса управління громади: Dorfstraße 23, 6271 Uderns.